# Ideoblothrus milikapiti
Espèce
Ideoblothrus milikapiti est une espèce de pseudoscorpions de la famille des Syarinidae.

## Distribution
Cette espèce est endémique du Territoire du Nord en Australie. Elle se rencontre vers sur l'île Melville.

## Description
Le mâle holotype mesure 1,04 mm

## Étymologie
Son nom d'espèce lui a été donné en référence au lieu de sa découverte, Milikapiti.

## Publication originale
- Harvey & Edward, 2007 : A review of the pseudoscorpion genus Ideoblothrus (Pseudoscorpiones, Syarinidae) from western and northern Australia. Journal of Natural History, vol. 41, no 5/8, p. 445-472.